# PGA Tour Golf
PGA Tour Golf is een computerspel dat werd ontwikkel door Sterling Silver Software en uitgegeven door Electronic Arts. Het spel kwam in 1990 uit voor DOS. Met het spel kan de speler golf spelen. Het perspectief wordt getoond in de derde persoon. Het spel omvat 60 verschillende pro golfspelers.

## Platforms
| Jaar | Platform                                                    |
| ---- | ----------------------------------------------------------- |
| 1990 | DOS                                                         |
| 1991 | Amiga, Macintosh, SEGA Master System, SNES, Sega Mega Drive |
| 1992 | Windows 3.x                                                 |
| 1993 | Game Gear                                                   |

## Ontvangst
| Beoordeeld door                | Platform        | Datum         | Score |
| ------------------------------ | --------------- | ------------- | ----- |
| GamePro (USA)                  | SNES            | mei 1992      | 100%  |
| Amiga User International       | Amiga           | juni 1991     | 94%   |
| CU Amiga                       | Amiga           | mei 1991      | 93%   |
| Génération 4                   | Sega Mega Drive | april 1991    | 92%   |
| The One                        | Amiga           | mei 1991      | 92%   |
| Computer and Video Games (CVG) | Sega Mega Drive | mei 1991      | 91%   |
| Amiga Joker                    | Amiga           | mei 1991      | 87%   |
| The Games Machine (GB)         | DOS             | augustus 1990 | 84%   |
| N-Force                        | SNES            | oktober 1992  | 80%   |
| Sega-16.com                    | Sega Mega Drive | 14 juli 2008  | 70%   |